# Painted Post
Painted Post – wieś w Stanach Zjednoczonych, w stanie Nowy Jork, w hrabstwie Steuben.